# 매사추세츠 대 환경보호국 사건
매사추세츠 대 환경보호국 사건(Massachusetts v. Environmental Protection Agency)은 미국 연방대법원의 유명 판례이다. 5대 4로 결정되었다. 매사추세츠 주를 포함한 여러 주들은 환경보호국이 이산화탄소 규제를 충분히 하지 않는다는 이유로 청정 공기법에 따라 신형 자국산 차량에서 발생하는 4가지 온실가스의 방출을 규제하는 책임을 포기했다는 이유로 연방법원에 소를 제기하였다.

## 원고적격
미국 헌법 제3조는 연방법원의 권한을 “사건”과 “분쟁”에 한정하고 있으며 관습적으로 원고는 피고의 불법적인 행동에 의한 것으로 판단할 수 있는 임박했거나 즉각적인 구체적 상해가 존재해야 하고 이 상해는 청구된 사법적 구제 조치에 의해 시정이 가능하다. 매사추세츠주가 제기한 소송에서는 이러한 요구 조건 가운데 조금이라도 충족된 것이 하나도 없다.

### 손해
매사추세츠주에 가해졌다고 주장되는 손상은, 세계적으로 발생할 가능성이 있는 [[해수면[[의 상승에 따른 것으로 “임박한” 손상이 아니다. 또한 신형 자국산 차량에서 발생하는 온실가스 방출을 허용했다는 직무태만과 지구 온난화 사이의 관계를 입증하지 못했다.

## 같이 보기
- IPCC 제4차 평가 보고서
- 원고적격

## 참고 문헌
- 권종걸, 연방대법원의 Massachusetts v. EPA 판결을 통해 본 미국 환경법 판례의 경향, 영남법학, 영남대학교 법학연구소, 2010.
- 김은주, 미국 연방대법원의 Massachusetts v. EPA 판결과 예방에 근거한 원고적격이론, 공법학연구 제12권 제2호, 365~388쪽(총24쪽), 한국비교공법학회, 2011.
- 해외논단-美 대법 빗나간 '온난화' 판결